# Yosri Fouda
Yosri Mohammad Mostafa Fouda (* 1964; arabisch: يسري محمد مصطفى فودة) ist ein ägyptischer investigativer Reporter, Autor und Fernsehmoderator.

## Leben
Fouda studierte Massenkommunikation an der Universität Kairo und der American University in Cairo, an der er im Jahr 1992 seinen Master erwarb. Mit einem Stipendium des British Council konnte er sein PhD-Studium an der University of Strathclyde und der University of Glasgow fortsetzen.
Als die BBC einen arabischen Reporter suchte, unterbrach er sein Studium und beteiligte sich in den Jahren von 1994 bis 1996 an der Gründung des BBC Arabic Service. Er berichtete über den bosnischen Unabhängigkeitskrieg und Ereignisse im Nahen Osten und Afrika. Anschließend wechselte er zu Associated Press Television News in London, wo er auch das Arab News Network mitbegründete.
Im Jahr 1996 wurde er Korrespondent der neu gegründeten Al Jazeera für das Vereinigte Königreich und Westeuropa. In den Jahren von 1998 bis 2009 leitete er das monatliche Programm Sirri lil-Ghaya (Top Secret). Im Jahr 2010 wechselte er zum ägyptischen Sender ONTV in Kairo, wo er die Talkshow Akhir Kalam ("Das letzte Wort") leitete und über die ägyptische Revolution berichtete.
Fouda moderierte seine letzte Sendung in Ägypten am 25. September 2014.
Fouda wurde 2016 für die Sendung "The Fifth Estate" von der Deutschen Welle angeworben. Regierungsnahe Stellen in Ägypten kritisierten Foudas Beitrag in "The Fifth Estate" zur geplanten Übereignung der Inseln Sanafir und Tiran an Saudi-Arabien von 2016 und warfen der Deutsche Welle vor, eine „Anti-Ägyptische“ Kampagne zu betreiben.
Im September 2018 trennte sich Fouda von der Deutschen Welle. Die Gründe sind aktuell Gegenstand eines Gerichtsverfahrens.

## Veröffentlichungen
- Literature on Egyptian Radio: A Development Perspective; 1992
- mit Nick Fielding: Masterminds of Terror: The Truth Behind the Most Devastating Terrorist Attack the World Has Ever Seen
- mit Nick Fielding: Capture or Kill: The Pursuit of the 9/11 Masterminds and the Killing of Osama bin Laden
- Sirri lil-Ghaya